# 行川アイランド

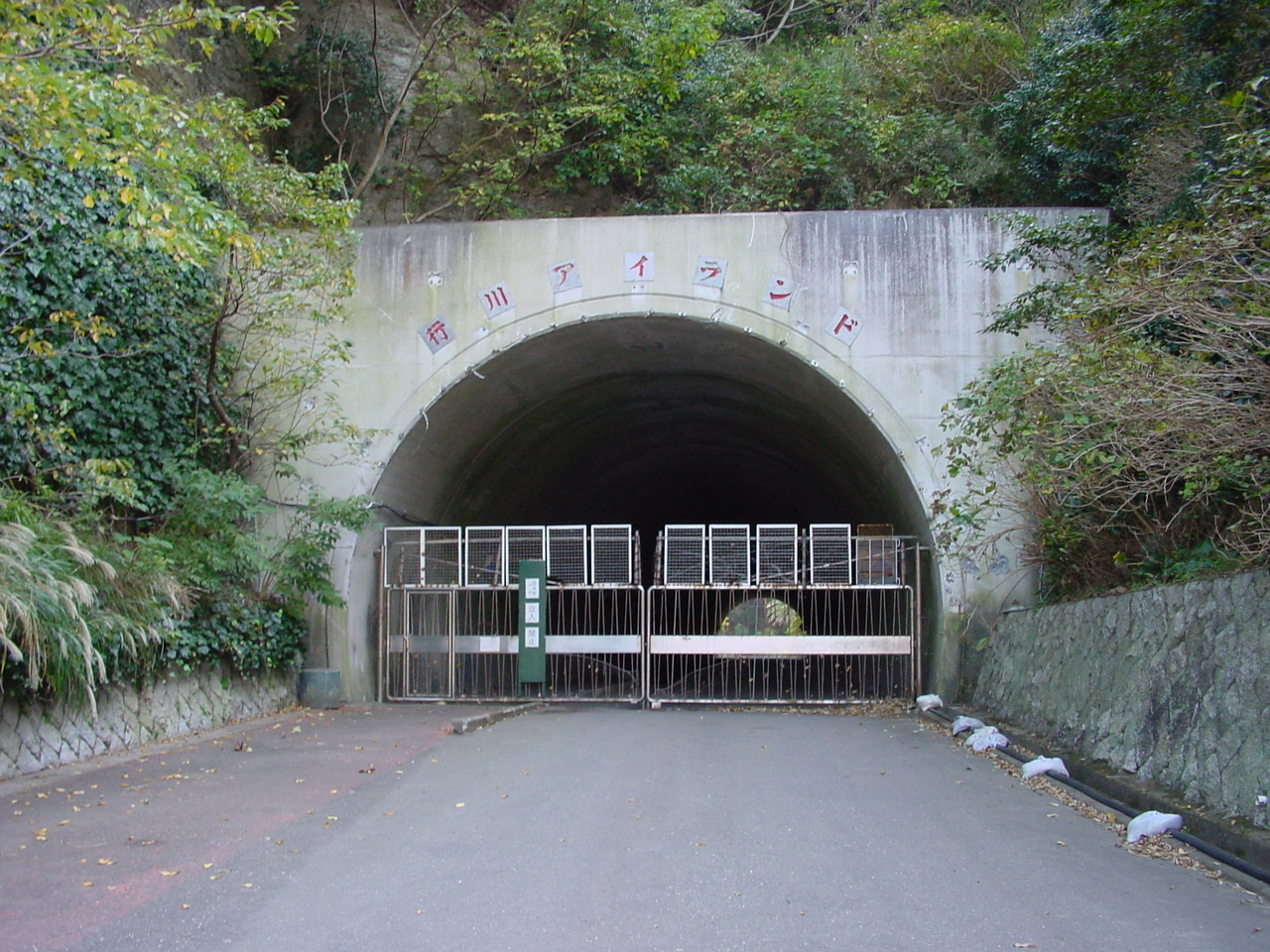
入口が鉄柵で塞がれた跡地

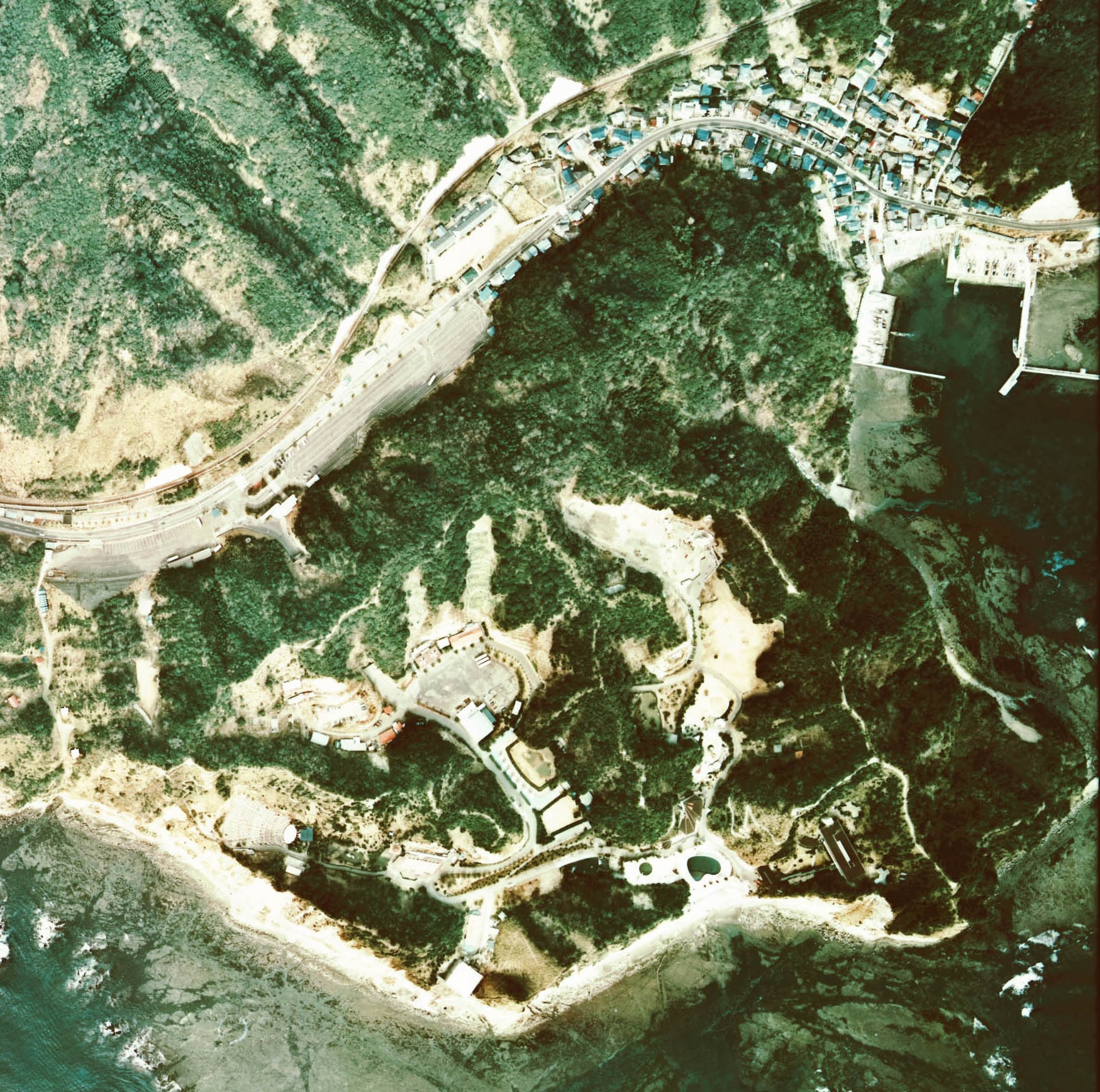
行川アイランドと浜行川集落（1974年度）

行川アイランド（なめがわアイランド）は、かつて千葉県勝浦市浜行川にあった動・植物園を中心としたレジャー施設、運営会社の名称である。

## 施設
房総半島の海と山に恵まれた環境で、南国系の動物・鳥類や熱帯植物・プール・ホテル・野外ステージが整備された一大リゾート地として開発・運営されていた。特にフラミンゴショーやクジャクの飛行ショーが有名で、野外ステージでは南国のダンスショーやヒーローショーがあり、夜間は宿泊客のためにバーベキューディナーとダンスショーが行われていた。入場者数と売上高の減少が続いたことなどにより、2001年8月に閉園となった（後述）。
施設最寄り駅として行川アイランド駅が1970年（昭和45年）に開設され、閉園後も無人駅として残されている。

### 設立趣旨
喧騒な大都会で生活する都市生活者に明日の活力を養う憩いの場として、自然を基調にした独創的で魅力ある鳥の楽園を創造して、人と鳥と動物の共生を図る。

### 主な施設
- 喫茶店
- レストラン
- ホテル
- プール
- 野外ステージ
- 野外バーベキュー場
- トロピカルバードセンター - 世界の珍しい熱帯鳥20種
- モンキーハウス - 熱帯雨林に棲息する珍しい小形猿8種

### 動物
合計93種1,068点（動物25種164点、鳥類68種904点）を飼育し、希少な水牛の1種アノアの飼育も有名であった。フラミンゴショー、クジャクのダイビングショー、ホロホロチョウの空中パレードショー、アシカの餌付けショーなどを行なっていた。フラミンゴショーはサンバやワルツに合わせて100羽のフラミンゴが行進するもので、風雨があると鳥が羽ばたくなど、非常に難度とオリジナリティーの高いものだった。クジャクのダイビングは訓練中に風に乗って山中に逃げることもあり、同じく容易ではなかった。
千葉県内で唯一キョンを飼育していたが、1980年代以降に一部が逃げ出して野生化し、千葉県南部を中心に自然繁殖して農作物を荒らすなど2000年代から問題となっている。2019年には千葉県全体で4万頭にまで増え、他県にも侵入することが懸念されている。

### 植物
椰子類4種、花木132種、一般樹木77種の合計213種を栽培した。あじさい数万株、毎年西洋アジサイを3,000本植栽して日本有数のアジサイ園があった。

## 歴史
1964年8月13日に開園してフラミンゴショーの人気などから1970年に年間117万人もの入場者数を記録し、外房線に行川アイランド駅が設けられた。しかし、レジャー施設が皆無であった近隣の鴨川町（現:鴨川市）に大規模水族館の鴨川シーワールドが1970年10月に開園すると、当園の入場者数は同年から減少しはじめた。
1973年には年商10億円強、1974年には年商15億円強と好調さを取り戻すものの1975年には不況で入場者が激減。1976年には約50億円の負債を抱えて会社更生法を申請。その後、当時のオーナーが社長を務める日本冶金工業が経営を引き受けた。その後は子会社である冶金興産株式会社が管理し、株式会社行川アイランドが運営を受託する形となったが、同年以降は一度も黒字になっていない。
1970年代にかけて、現在の鴨川市・南房総市・館山市や周辺地域で太海フラワーセンター（鴨川市）・ロマンの森共和国（君津市）・マザー牧場（富津市）など中小規模の観光施設、リゾートホテルが相次いで開業したが、1983年の東京ディズニーランド開園で観光客を大きく奪われた。バブル景気時期は南房総のレジャー施設を泊まりがけで周遊するなど入場者数は一時持ち直したが、バブル崩壊後の景気低迷やレジャーの多様化で、入場者数と宿泊者数が減少して累積赤字の増加が続いた。1997年に東京湾アクアラインが開通して房総半島へのアクセスが改善されるも、鴨川市や館山市方面と異なり接続道路から大きく外れ、また開通当初は通行料金が高額で通行量が少なく恩恵はほとんど得られなかった。
近隣の鴨川シーワールドは東京湾アクアライン開通を見越して施設拡張し、日本で初めてシャチが出産するなど話題性から集客力を得るが、行川アイランドはアトラクションの陳腐化などもあり2000年の入場者数は年間19万人まで減少し、売上高も最盛期の半分の6億円となった。開園以来ショーを行ってきたフラミンゴが高齢化し、1羽50万円の購入費用も困窮し、2001年3月26日に日本冶金工業の取締役会で閉園を決定した。親会社にとってレジャー産業は本業ではなく投資しにくかったとされる。
閉園発表を受けて勝浦市で「行川アイランドを存続させる会」が発足して1万5000人の署名を集めたが、自治体からの支援は困難であり、当初の予定通り2001年8月31日に閉園した。
管理会社の冶金興産は2001年10月に日本冶金工業に吸収合併された。企業としての行川アイランドは清算業務を行い、業務終了後も休眠会社として存続したが、2007年3月31日に解散した。
閉園後の敷地は2004年3月に共立メンテナンスが4200万円で取得した。複合リゾート施設「ウエルネスの森」として開発を目指し、2007年10月に温泉井戸を1本掘削したものの、以降大きな進展は見られなかった。2018年になり共立メンテナンスは、同年8月29日の千葉県環境審議会・部会に於いて、ホテル2棟(計228室)を建設するという跡地活用の計画を表明し、2020年春からこのホテルの着工を開始する予定としていたが、コロナ禍や建設資材高騰などのため2024年になっても未だ着工は開始されていない。

## 入園料
以下は閉園間際の2001年の料金
- 大人（13歳以上）1600円　子供（4歳 - 12歳）800円

## アクセス
- JR外房線行川アイランド駅徒歩3分
- 国道128号行川アイランド入口から入場。

## テレビ・映画撮影でのロケ地使用
以下の記録は閉園後も含む。

### 東映作品
仮面ライダーシリーズ
- 仮面ライダー - 1972年5月27日放送 第61話『怪人ナマズギラーの電気地獄』
- 仮面ライダーV3 - 1973年4月14日放送 第9話『デストロン地獄部隊とは何か!?』
- 仮面ライダー (スカイライダー) - 第39話『助けて! 2人のライダー!! 母ちゃんが鬼になる』、第40話『追え隼人! カッパの皿が空をとぶ』
- 仮面ライダースーパー1 - 第37話『巨腕コマ怪人! 灯台の死闘!!』・第38話『危い! 冷蔵庫怪人の中に入るな!!』
- 劇場版 仮面ライダー剣 MISSING ACE - 2004年

スーパー戦隊シリーズ
- 超新星フラッシュマン - 第22話『SOS! 不死鳥!』
- 高速戦隊ターボレンジャー - 第24話『怖い!夏の海』
- 恐竜戦隊ジュウレンジャー - 1992年10月30日放送 第36話『くだけ!死の鏡』
- 五星戦隊ダイレンジャー - 劇場版
- 超力戦隊オーレンジャー - 劇場版

上記以外の東映作品
- 特別機動捜査隊 - 第402話『海は知っている』
- プレイガール - 1972年4月17日放送 第159話 『裸になって殺されて』
- 超人バロム・1 - 1972年6月18日放送 第12話『魔人キノコルゲはうしろからくる!』
- キカイダー01 - 1973年8月18日放送 第15話『爆発 ジャイアントデビルの秘密』、8月25日放送 第16話『恐怖! ミイラ男のニトロ爆弾』
- 快傑ズバット - 1977年8月24日放送 第28話『そして、誰も居なくなる』 名乗りシーンなど
- 星雲仮面マシンマン - 第29話『海賊の宝を探せ!』
- 宇宙刑事シャイダー - 第22話『人魚が呼ぶ海の怪』プールやフラミンゴショーを利用。
- 勝手に!カミタマン - 第17話『爆笑!海賊おじさん』
- 世界忍者戦ジライヤ - 1988年7月3日放送 第24話『海賊キャプテンクックの金貨』

### 東映以外
- 新平四郎危機一発 - 第12話『皆殺しのバラード』
- 泣いてたまるか - 1966年10月9日放送 第15話『帰れ!わが胸に』、1967年7月23日放送 第50話『先生海で溺れる』
- ザ・ガードマン - 1967年4月7日放送 第105話「白昼の大襲撃」
- 快獣ブースカ - 1967年7月12日放送 第36話『踊れ!フラミンゴ』 劇中、フラミンゴのダンスがクライマックスとなっている
- シルバー仮面 - 1972年1月9日放送 第7話『青春の輝き』 侵略者の基地としてオブジェを使用
- ケーキ屋ケンちゃん - 1972年6月1日放送 第13話『帰って来たジャンボ君』
- アイアンキング - 1973年3月4日放送 第21話『カマギュラス殺人ガスを狙う』
- UFO大戦争 戦え! レッドタイガー - 第22話『南房総に侵略基地』、第23話『フラミンゴの子供たち』
- ウルトラマン80 - 第17、18話『魔の怪獣島へ飛べ!!（前後編）』
- 意地悪ばあさん - 1988年4月放送 スペシャル版
- 金田一少年の事件簿 - 『墓場島殺人事件』